# Mammillaria albicans albicans
La "biznaga de Slevin" (Mammillaria albicans albicans) es una subespecie de la biznaga de la Isla Santa Cruz (Mammillaria albicans). Es una planta de la familia de las cactáceas (Cactaceae) del orden Caryophyllales. La palabra Mammillaria viene del latín ‘mam[m]illa’ pezón o teta y de ‘aria’ que posee, lleva, es decir, cactáceas con mamilas. La palabra latina ‘albicans’ blanquecino, es por sus espinas blancas.

## Descripción
Es una planta simple o cespitosa, tallos primero globosos y luego cilíndricos, de 10 a 20 cm de altura, presenta protuberancias (tubérculos) cónicas, de color verde claro, con un jugo acuoso; el espacio entre ellos (axilas) posee lana abundante. Presentan areolas circulares, con lana abundante; poseen 18 a 22 espinas, aciculares, rígidas, blancas con la punta negra, cubren todo el cuerpo; 14 a 18 de ellas se presentan en la orilla (radiales), adicionalmente presentan 3 o 4 espinas rectas al centro de la areola (centrales) un poco más gruesas y largas que las de la orilla. Las flores tienen forma de embudo, miden hasta 2 cm de largo y son blancas, rosadas, hasta rojo carmín al centro. Los frutos son en forma de chilito, de color rojizo y las semillas son globosas, con pequeñas perforaciones (foveolos) en su superficie, negras.

## Distribución
Es endémica del estado de Baja California Sur en México, de las islas de Santa Cruz, San Diego, San José y San Francisco y de la costa y colinas que rodean la bahía de La Paz.

## Hábitat
Es una planta de ambiente terrestre. Se desarrolla de entre los 10 a los 200 m s. n. m., entre rocas calizas de cañones y de pendientes cercanas a la costa, con matorral xerófilo.

## Estado de conservación
La subespecie Mammillaria albicans albicans no está en ninguna categoría de riesgo. Sin embargo, la especie M. albicans se propone en Protección Especial (Pr) en el Proyecto de Modificación de la Norma Oficial Mexicana 059-2015. Del mismo modo, la especie M. albicans en la lista roja de la UICN se considera como de Preocupación Menor (LC). En CITES se valora en el Apéndice II.